# Krisztián Vadócz
Krisztián Vadócz (Boedapest, 3 mei 1985) is een Hongaars profvoetballer die als middenvelder speelt.
Hij begon in 1991 in de jeugd bij Kispest-Honvéd en debuteerde op zijn zeventiende in het eerste team. In 2003 mocht de kersverse international niet op stage komen van zijn club bij Excelsior. In 2005 ging hij naar Frankrijk naar AJ Auxerre. Daar speelde hij vooral in het tweede team. In de voorbereiding en aan het begin van het seizoen 2006/07 kwam hij bij het eerste team maar verder dan enkele keren op de bank bij de gewonnen Intertoto Cup 2006 finalewedstrijden en de eerste competitiewedstrijden kwam hij niet. Na weer een half jaar bij Auxerre II gespeeld te hebben werd hij in de winterstop aan het Schotse Motherwell FC verhuurd.
In het seizoen 2007/08 speelde hij succesvol voor N.E.C.. Aan het einde van het seizoen behaalde de club een ticket voor de UEFA Cup en Vadócz werd aan CA Osasuna verkocht. Na drie seizoenen in de Primera División keerde hij in 2011 terug in Nijmegen. Begin september 2012 tekende hij bij Odense BK. Daar liep zijn contract medio 2014 af. Vanaf half november ging hij tot het einde van dat jaar in India voor FC Pune City spelen. Op 16 februari 2015 tekende hij tot het einde van het seizoen 2014/15 bij Grasshopper Club Zürich in Zwitserland. Op 19 september 2015 tekende hij een contract tot het einde van het seizoen 2015/16 bij Deportivo Alavés. In januari 2016 werd zijn contract ontbonden. Vervolgens maakte hij het seizoen af in Australië bij Perth Glory. Later dat jaar keerde hij terug naar India bij Mumbai City FC. vanaf 2017 speelt hij in Hongkong voor Kitchee. Met zijn club werd hij in 2017 en 2018 kampioen en won beide bekertoernooien. In 2018 werd hij tevens uitgeroepen tot Hongkongs voetballer van het jaar. Medio 2018 keerde Vadócz terug bij zijn eerste club Budapest Honvéd. Eind oktober 2018 werd hij door Kitchee SC teruggehaald naar Hongkong. Hij vertrok daar in augustus 2019 en ging weer bij Budapest Honvéd meetrainen waar hij in september een contract tekende. Per januari 2020 ging hij in Uruguay voor CA Peñarol spelen. In april 2021 werd zijn contract ontbonden en vervolgde hij zijn loopbaan bij Montevideo Wanderers FC. In september 2021 werd zijn contract ontbonden. In mei 2022 ging hij voor Central Español spelen.
Vadócz speelde 40 interlands voor Hongarije, waarin hij twee keer scoorde. Hij maakte zijn debuut op 30 november 2004 in het vriendschappelijke duel in Bangkok tegen Slowakije.